# Minor Threat
Minor Threat var ett kortlivat hardcoreband från Washington DC. Trots bandets korta livslängd, mindre än tre år inklusive ett avbrott och en återförening under perioden 1980-1983, har deras musik av kritiker kallats ikonisk och banbrytande.
Bandet är kanske mest känt för låten "Straight Edge", som kommer från deras första EP. Låten uppmanar till avhållsamhet från droger inklusive alkohol, vilket var någonting nytt inom rockmusiken. Straight edge-rörelsen har lånat sitt namn från denna låt.

## Medlemmar
- Ian MacKaye - sång
- Lyle Preslar - gitarr
- Brian Baker - bas, gitarr
- Jeff Nelson - trummor
- Steve Hansgen - bas

## Diskografi

### Album
- 1983 – Out of Step
- 1984 – Minor Threat (återutgivning av de två första EP-skivorna)
- 1988 – Complete Discography (samling)

### EP
- 1981 – Minor Threat
- 1981 – In My Eyes
- 1985 – Salad Days
- 2003 – First Demo Tape